# Liste der Monuments historiques in Bussy-Lettrée
Die Liste der Monuments historiques in Bussy-Lettrée führt die Monuments historiques in der französischen Gemeinde Bussy-Lettrée auf.

## Liste der Immobilien
| Bezeichnung       | Beschreibung           | Standort                  | Kennzeichnung | Schutzstatus | Datum | Bild           |
| ----------------- | ---------------------- | ------------------------- | ------------- | ------------ | ----- | -------------- |
| Kirche St-Étienne | ab dem 12. Jahrhundert | Ruelle de l’Église (Lage) | PA00078604    | Classé       | 1949  | weitere Bilder |

## Liste der Objekte
| Bezeichnung                   | Beschreibung                                                | Standort                        | Kennzeichnung | Schutzstatus | Datum | Bild |
| ----------------------------- | ----------------------------------------------------------- | ------------------------------- | ------------- | ------------ | ----- | ---- |
| Sechs Kirchenfenster          | Ensemble aus PM51001334 bis PM51001339                      | in der Kirche St-Étienne (Lage) | PM51000124    | Classé       | 1949  |      |
| Marienlebenfenster            | aus dem 16. Jahrhundert                                     | in der Kirche St-Étienne (Lage) | PM51001334    | Classé       | 1949  |      |
| Schöpfungsfenster             | aus dem 16. Jahrhundert                                     | in der Kirche St-Étienne (Lage) | PM51001335    | Classé       | 1949  |      |
| Kirchenfenster (1)            | aus dem 15. Jahrhundert                                     | in der Kirche St-Étienne (Lage) | PM51001336    | Classé       | 1949  |      |
| Kirchenfenster (2)            | aus dem 16. Jahrhundert                                     | in der Kirche St-Étienne (Lage) | PM51001337    | Classé       | 1949  |      |
| Rosenfenster                  | aus dem 16. Jahrhundert                                     | in der Kirche St-Étienne (Lage) | PM51001338    | Classé       | 1949  |      |
| Kirchenfenster (3)            | aus dem 16. Jahrhundert                                     | in der Kirche St-Étienne (Lage) | PM51001339    | Classé       | 1949  |      |
| Skulptur Johannes der Täufer  | Holz, farbig gefasst, 16. Jahrhundert                       | in der Kirche St-Étienne (Lage) | PM51003621    | Inscrit      | 1994  |      |
| Sebastiansaltar               | Retabel und Skulptur; Holz, farbig gefasst, 18. Jahrhundert | in der Kirche St-Étienne (Lage) | PM51003623    | Inscrit      | 1994  |      |
| Skulptur Madonna mit Kind (1) | Holz, 16. Jahrhundert                                       | in der Kirche St-Étienne (Lage) | PM51000125    | Classé       | 1912  |      |
| Retabel                       | Stein, 16. Jahrhundert                                      | in der Kirche St-Étienne (Lage) | PM51000123    | Classé       | 1908  |      |
| Skulptur Madonna mit Kind (2) | Holz, 15. Jahrhundert                                       | in der Kirche St-Étienne (Lage) | PM51000127    | Classé       | 1982  |      |
| Skulptur Heiliger Stephan     | Holz, 17. Jahrhundert                                       | in der Kirche St-Étienne (Lage) | PM51000126    | Classé       | 1912  |      |
| Skulptur Heiliger Sebastian   | Holz, farbig gefasst, 16. Jahrhundert                       | in der Kirche St-Étienne (Lage) | PM51000121    | Classé       | 1907  |      |
| Kreuzigungsretabel            | Stein, farbig gefasst, 16. Jahrhundert                      | in der Kirche St-Étienne (Lage) | PM51000122    | Classé       | 1908  |      |
| Skulptur Heiliger Vinzenz     | Holz, farbig gefasst, 16. Jahrhundert                       | in der Kirche St-Étienne (Lage) | PM51003622    | Inscrit      | 1994  |      |
| Skulptur Madonna mit Kind (3) | Holz, farbig gefasst, 15. Jahrhundert                       | in der Kirche St-Étienne (Lage) | PM51000128    | Classé       | 1985  |      |